# Camponotus scipio
Camponotus scipio é uma espécie de inseto do gênero Camponotus, pertencente à família Formicidae.